# Balkrishan Singh
Balkrishan Singh (Patiala, 10 maart 1933 - aldaar, 31 december 2004) was een Indiaas hockeyer.
Singh nam deel aan de Olympische Zomerspelen 1956 en won uiteindelijk met de Indiase ploeg de gouden medaille. Singh coachte de Indiase ploeg in 1980 naar olympisch goud, dit was de achtste en tevens laatste olympische titel voor de hockeyploeg.

## Resultaten
- 1956  Olympische Zomerspelen in Melbourne